# Elisabeth Turolt
Elisabeth Grohmann épouse Turolt (née le 1er septembre 1902 à Zuckmantel, morte le 7 octobre 1966 à Vienne) est une sculptrice autrichienne.

## Biographie

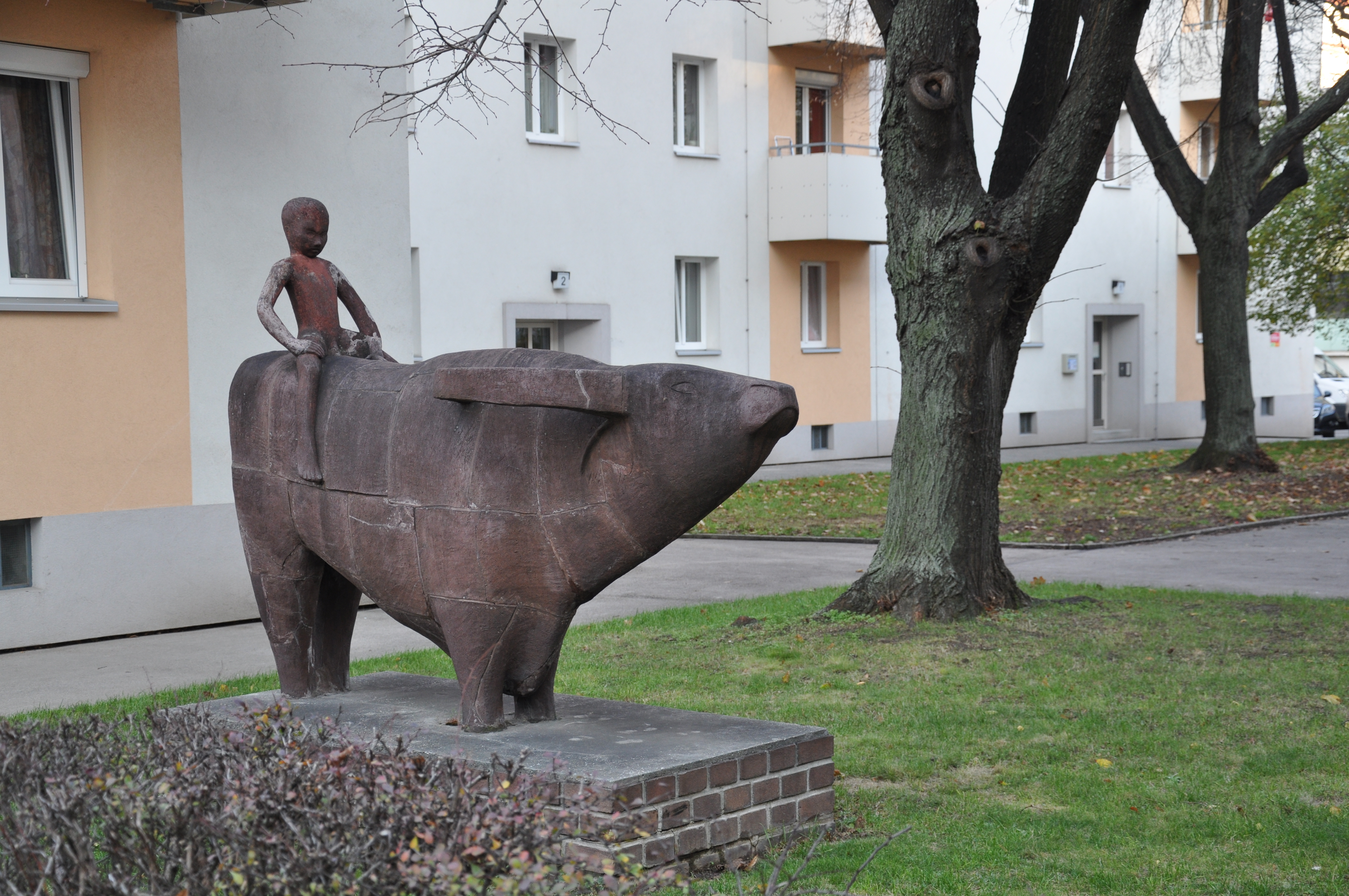
Buffle d'eau et garçon

Elisabeth Grohmann grandit en Styrie, fait d'abord des études puis plus tard prend des cours privés auprès de Norbertine Bresslern-Roth à Graz (1915-1918) et de Franz Cižek et Karl Sterrer à l'académie des Beaux-Arts de Vienne.
Turolt est interdite de créer au début de l'Anschluss par la Chambre des beaux-arts du Reich à cause d'ancêtres juifs, elle est alors orfèvre pour Ida Ladstätter et Valerie Praschniker. Mais après le divorce le 23 novembre 1940 de son mari Max Turolt (1886-1945), un gynécologue d'origine juive qu'elle a épousé en 1927 et qui a émigré, elle passe à nouveau l'enregistrement le 23 mars 1942, qu'elle obtient sans problème.
À partir de 1950, elle crée une série de sculptures, principalement pour des immeubles résidentiels nouvellement construits à Linz et à Vienne. À la 10e Triennale de Milan en 1954, Turolt reçoit une médaille d'or.